# Yoshihito Iizuka
Yoshihito Iizuka (japanisch 飯塚 欣士 Iizuka Yoshihito; * 7. Mai 2001 in der Präfektur Gunma) ist ein japanischer Fußballspieler.

## Karriere
Iizuka erlernte das Fußballspielen in der Jugendmannschaft vom FC Tokyo. Die U23-Mannschaft des Vereins spielte in der dritten Liga, der J3 League. Bereits als Jugendspieler absolvierte er eins Drittligaspiele.